# ماركو بوشكوفيتش
ماركو بوشكوفيتش هو لاعب كرة قدم صربي، ولد في 15 أبريل 1982 في بلغراد في صربيا. لعب مع ملادوست لوتشاني ونابريداك كروشيفاتس.

## وصلات خارجية
- ماركو بوشكوفيتش على موقع قاعدة بيانات كرة القدم.إي يو (الإنجليزية)
- ماركو بوشكوفيتش على موقع Soccerway.com (الإنجليزية)